# Thierry Henry
Thierry Daniel Henry (Les Ulis, 17 augustus 1977) is een Frans voetbaltrainer en voormalig profvoetballer die doorgaans in de aanval speelde. Henry begon zijn spelerscarrière in 1994 bij AS Monaco. Na een minder seizoen bij Juventus kwam hij in 1999 bij Arsenal terecht, waar hij uitgroeide tot een sterspeler en uiteindelijk clubtopschutter werd met 228 doelpunten in alle competities. Ook maakte hij deel uit van het team dat in 2004 de Premier League won na een heel seizoen ongeslagen te blijven. In 2007 belandde hij bij FC Barcelona, dat hij na drie jaar inruilde voor het Amerikaanse New York Red Bulls. In 2012 werd Henry uitgeleend aan Arsenal, alvorens in 2014 zijn carrière te beëindigen. Henry was van 1997 tot en met 2010 international in het Frans voetbalelftal, waarvoor hij 123 interlands speelde en 51 keer scoorde, waarmee hij de topschutter van zijn land was tot 4 december 2022. Hij moest die titel toen afstaan aan Olivier Giroud. 
In zijn carrière won Henry onder meer een WK, EK, de Confederations Cup, de UEFA Champions League, de Europese gouden schoen, diverse landstitels en nationale bekers. Hij won vier keer de Premier League Golden Boot als topschutter in de Engelse hoogste klasse, een record. In maart 2004 werd hij door Pelé vermeld in de opgestelde lijst met de 100 beste nog levende voetballers. In 2021 waren hij en Alan Shearer de eerste spelers in de Premier League Hall of Fame.
In de zomer van 2021 werd hij opnieuw een vast lid in de entourage van de Belgische bondscoach Roberto Martínez en begeleidde de Rode Duivels nog tot en met het WK in Qatar in 2022.
Op 29 augustus 2022 werd bekend dat Henry aandeelhouder was geworden van de Italiaanse voetbalclub Como 1907, evenals oud-ploeggenoot Cesc Fàbregas.

## Clubcarrière
Voor Henry aan zijn profcarrière als voetballer begon, trainde hij aan de Fédération Française de Football te Clairefontaine. In 1992 kwam Henry bij AS Monaco terecht, waar hij in 1994 doorstroomde naar de eerste ploeg. Hier kwam hij onder de hoede van Arsène Wenger. In die tijd speelde hij vooral als vleugelspeler. Na vier en een half jaar bij de Monegasken vertrok hij in januari 1999 naar de Italiaanse club Juventus, maar zijn verblijf in Italië liep uit op een teleurstelling.

### Arsenal
In de zomer van 1999 trok Henry de deur van Juventus achter zich dicht en verkaste hij naar de Londense club Arsenal, waar hij herenigd werd met Arsène Wenger, die hem meteen diep in de spits zette. Met 11 miljoen pond werd Henry de duurste speler ooit voor the Gunners. De verwachtingen die met het prijskaartje meekwamen kon hij nog niet meteen inlossen: in zijn eerste zeven wedstrijden voor de club slaagde hij er niet in het net te vinden. Zijn eerste goal voor Arsenal maakte hij op 18 september 1999, het enige doelpunt in een competitiewedstrijd tegen Southampton FC. Uiteindelijk kwam hij 17 keer tot scoren in de competitie, waarin Arsenal ruim na het Manchester United van Alex Ferguson als tweede eindigde. Arsenal bereikte ook de finale van de UEFA Cup, maar verloor op strafschoppen van Galatasaray. Met 7 doelpunten had Henry overigens een mooi aandeel in het behalen van de finale.

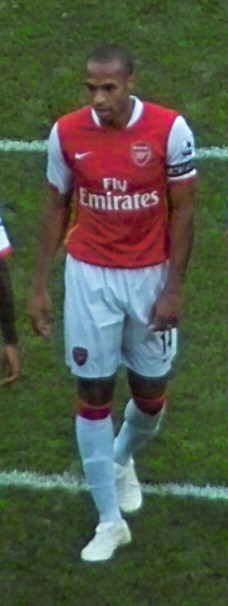
Henry als aanvoerder van Arsenal.

In de zomer van 2000 haalde Arsenal Robert Pirès, waardoor Henry er, naast Patrick Vieira, Sylvain Wiltord en Gilles Grimandi, nog een landgenoot bij kreeg. Aan het einde van het seizoen moest Arsenal de titel opnieuw aan Manchester United laten. Henry, die steevast een spitsenduo vormde met Dennis Bergkamp, was opnieuw goed voor 17 doelpunten. Ook in de FA Cup werd Arsenal tweede, het verloor de finale van Liverpool. Het seizoen 2001/02 werd dan weer een eerste echt topjaar voor Henry in het tenue van Arsenal. The Gunners werden kampioen met zeven punten meer dan Liverpool. Bovendien staken ze ook de eindwinst in de FA Cup op zak. Henry miste weliswaar de titelmatch tegen Manchester United, die beslist werd door een doelpunt van Wiltord, maar had met 24 goals in de Premier League een enorm aandeel in de titel. Het leverde hem voor het eerst de titel van topschutter op.
In 2003 werd Henry voor het eerst benoemd tot beste Engelse voetballer van het jaar. Ook mocht hij zich bijna Wereldvoetballer van het jaar noemen, maar die titel ging naar landgenoot Zinédine Zidane. Bovendien vestigde Henry een record: hij was goed voor 20 assists in de competitie, meer dan iemand ooit lukte in één seizoen. Met opnieuw 24 doelpunten in de Premier League had Henry er dan weer eentje minder dan topschutter Ruud van Nistelrooij, die Manchester United wederom de titel had bezorgd, met vijf punten meer dan Arsenal. Met opnieuw winst in de FA Cup had de ploeg uit Londen toch redenen tot vieren, het werd 1-0 in de finale tegen Southampton.
In het seizoen 2003/04 schreef Arsenal geschiedenis. Het slaagde er als eerste ploeg ooit in om de Premier League te winnen zonder nederlaag. Het leverde hen de bijnaam The Invincibles op. Henry was met liefst 30 doelpunten van levensbelang voor de ploeg van Wenger. Naast topschutter en speler van het jaar werd de Fransman bijna benoemd tot Wereldvoetballer van het jaar, een eer die hij aan de Braziliaan Ronaldinho moest laten.
In 2005 vertrok Patrick Vieira naar Juventus, waarna Henry de aanvoerdersband overnam. Nadat ook andere sterkhouders vertrokken, waaronder Bergkamp en Pirès, zakte Arsenal weg in de competitie. In zowel 2006 als 2007 eindigde het op de vierde plaats. Wel haalde Arsenal in 2006 de finale van de Champions League, tegen FC Barcelona. The Gunners kwamen op voorsprong via Sol Campbell, maar verloor in extremis met 2-1. In een interview na afloop van de wedstrijd beschuldigde Henry de scheidsrechter van partijdigheid. Deze teleurstelling, samen met de tegenvallende resultaten in de competitie, was de druppel: hoewel hij eerder gezegd had bij de club te blijven, werd aan het einde van het seizoen 2006/07 duidelijk dat Henry andere oorden zou opzoeken. Ook onzekerheid omtrent het aanblijven van Wenger speelden mee in zijn beslissing. Met ruim tweehonderd doelpunten in alle competities verliet Henry Arsenal als clubtopschutter aller tijden én als een echte Premier League-legende.

### FC Barcelona

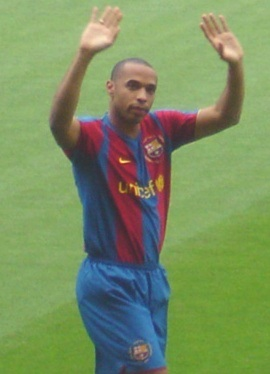
Henry wordt begroet door de culés bij zijn komst naar FC Barcelona.

In de zomer van 2007 verruilde Henry Londen voor Catalonië. Hij tekende voor vier jaar bij FC Barcelona, de ploeg die hem een jaar eerder nog van de Champions League hield, waar hij bij sterren als Iniesta, Xavi en supertalent Messi terechtkwam. Zijn transfer was op zich wel verrassend, omdat hij in 2006 nog verklaarde voor altijd bij Arsenal te willen blijven. Na de transfer gaf Henry wel aan dat hij na Barcelona weer naar Londen terug zou keren. In Camp Nou waren ruim dertigduizend mensen aanwezig om Henry een warm ontvangst te geven.
Met de transfer naar FC Barcelona was 24 miljoen euro gemoeid, maar dit bedrag kon met 3 miljoen verhoogd worden als Henry succes had met de Blaugrana. Zijn eerste doelpunt voor Barcelona maakte hij op 19 september 2007 tijdens de eerste wedstrijd in de groepsronde van de Champions League tegen Olympique Lyon. De wedstrijd werd gewonnen met 3–0. In de Primera División duurde het vijf wedstrijden voordat hij scoorde. Op 29 september speelde FC Barcelona in het Ciutat de València, het stadion van UD Levante. Daar maakte hij meteen drie doelpunten op rij. De wedstrijd werd met 0–4 gewonnen. In zijn eerste seizoen maakte hij in twaalf doelpunten in dertig competitiewedstrijden.
In 2009 bereikte hij met Barcelona een unicum: in één seizoen werden de Spaanse landstitel, de Copa del Rey, de Champions League, de Supercopa de España, de Europese Super Cup en het WK voor clubs gewonnen. In het seizoen 2009/10, waarin de Spaanse landstitel werd verlengd, speelde de ouder wordende Henry niet veel meer in de basis bij Barcelona door toedoen van concurrentie van onder meer Ibrahimović en Messi. Hij kwam slechts tot vier doelpunten en pakte zijn koffers na het aflopen van zijn contract in de zomer.

### New York Red Bulls
Na het einde van zijn contract bij Barcelona trok de 32-jarige Henry in 2010 naar de MLS, zoals o.a. David Beckham dat eerder had gedaan. Henry maakte transfervrij de overstap naar New York Red Bulls.
In 2012 maakte hij, op huurbasis, zijn beloofde terugkeer naar Arsenal. Hij maakte zijn tweede debuut voor de club op 9 januari 2012 in een FA Cup-wedstrijd tegen Leeds United. Enkele minuten na zijn invalbeurt maakte hij het winnende doelpunt, tot grote vreugde van de Arsenal-supporters. In zijn laatste wedstrijd voor Arsenal, op 11 februari tegen Sunderland, wist hij opnieuw te scoren. Het was zijn 175e Premier League-doelpunt, een record voor niet-Engelse spelers dat in 2020 door Sergio Agüero werd verbroken.
Na 122 competitiewedstrijden in de MLS, waarin hij goed was voor 51 doelpunten, zette hij in december 2014 op 37-jarige leeftijd een punt achter zijn carrière.

## Clubstatistieken
| Seizoen     | Club               | Competitie       | Competitie | Competitie | Competitie | Beker | Beker | Beker | Europa | Europa | Europa | Totaal | Totaal | Totaal |
| Seizoen     | Club               | Competitie       | Wed.       | Dlp.       | Ass.       | Wed.  | Dlp.  | Ass.  | Wed.   | Dlp.   | Ass.   | Wed.   | Dlp.   | Ass.   |
| ----------- | ------------------ | ---------------- | ---------- | ---------- | ---------- | ----- | ----- | ----- | ------ | ------ | ------ | ------ | ------ | ------ |
| 1994/95     | AS Monaco          | Ligue 1          | 9          | 3          | 0          | 0     | 0     | 0     | 0      | 0      | 0      | 9      | 3      | 0      |
| 1995/96     | AS Monaco          | Ligue 1          | 18         | 3          | 0          | 3     | 0     | 0     | 1      | 0      | 0      | 22     | 3      | 0      |
| 1996/97     | AS Monaco          | Ligue 1          | 36         | 9          | 0          | 2     | 0     | 0     | 9      | 1      | 1      | 47     | 10     | 1      |
| 1997/98     | AS Monaco          | Ligue 1          | 30         | 4          | 0          | 4     | 0     | 0     | 10     | 7      | 2      | 44     | 11     | 2      |
| 1998/99     | AS Monaco          | Ligue 1          | 13         | 1          | 0          | 1     | 0     | 0     | 5      | 0      | 0      | 19     | 1      | 0      |
| Club Totaal | Club Totaal        | Club Totaal      | 106        | 20         | 0          | 10    | 0     | 0     | 25     | 8      | 3      | 141    | 28     | 3      |
| 1998/99     | Juventus           | Serie A          | 18         | 3          | 2          | 1     | 0     | 0     | 1      | 0      | 0      | 20     | 3      | 2      |
| Club Totaal | Club Totaal        | Club Totaal      | 18         | 3          | 2          | 1     | 0     | 0     | 1      | 0      | 0      | 20     | 3      | 2      |
| 1999/00     | Arsenal            | Premier League   | 31         | 17         | 11         | 4     | 1     | 0     | 12     | 8      | 2      | 47     | 26     | 13     |
| 2000/01     | Arsenal            | Premier League   | 35         | 17         | 14         | 4     | 1     | 0     | 14     | 4      | 2      | 53     | 22     | 16     |
| 2001/02     | Arsenal            | Premier League   | 33         | 24         | 8          | 5     | 1     | 3     | 11     | 7      | 0      | 49     | 32     | 11     |
| 2002/03     | Arsenal            | Premier League   | 37         | 24         | 26         | 6     | 1     | 0     | 12     | 7      | 4      | 55     | 32     | 30     |
| 2003/04     | Arsenal            | Premier League   | 37         | 30         | 10         | 4     | 4     | 2     | 10     | 5      | 9      | 51     | 39     | 21     |
| 2004/05     | Arsenal            | Premier League   | 32         | 25         | 16         | 2     | 0     | 1     | 8      | 5      | 0      | 42     | 30     | 17     |
| 2005/06     | Arsenal            | Premier League   | 32         | 27         | 11         | 2     | 1     | 0     | 12     | 5      | 2      | 46     | 33     | 13     |
| 2006/07     | Arsenal            | Premier League   | 17         | 10         | 4          | 3     | 1     | 1     | 7      | 1      | 1      | 27     | 12     | 6      |
| Club Totaal | Club Totaal        | Club Totaal      | 254        | 174        | 100        | 30    | 10    | 7     | 86     | 42     | 20     | 370    | 226    | 127    |
| 2007/08     | FC Barcelona       | Primera División | 30         | 12         | 11         | 7     | 4     | 0     | 10     | 3      | 2      | 47     | 19     | 13     |
| 2008/09     | FC Barcelona       | Primera División | 29         | 19         | 7          | 1     | 1     | 0     | 12     | 6      | 5      | 42     | 26     | 12     |
| 2009/10     | FC Barcelona       | Primera División | 21         | 4          | 3          | 3     | 0     | 0     | 8      | 0      | 1      | 32     | 4      | 4      |
| Club Totaal | Club Totaal        | Club Totaal      | 80         | 35         | 21         | 11    | 5     | 0     | 30     | 9      | 8      | 121    | 49     | 29     |
| 2010        | New York Red Bulls | MLS              | 12         | 2          | 2          | 0     | 0     | 0     | —      | —      | —      | 12     | 2      | 2      |
| 2011        | New York Red Bulls | MLS              | 29         | 15         | 4          | 0     | 0     | 0     | —      | —      | —      | 29     | 15     | 4      |
| Club Totaal | Club Totaal        | Club Totaal      | 41         | 17         | 6          | 0     | 0     | 0     | 0      | 0      | 0      | 41     | 17     | 6      |
| 2011/12     | → Arsenal          | Premier League   | 4          | 1          | 0          | 2     | 1     | 0     | 1      | 0      | 0      | 7      | 2      | 0      |
| Club Totaal | Club Totaal        | Club Totaal      | 258        | 175        | 100        | 32    | 11    | 7     | 87     | 42     | 20     | 377    | 228    | 127    |
| 2012        | New York Red Bulls | MLS              | 27         | 15         | 7          | 0     | 0     | 0     | —      | —      | —      | 27     | 15     | 7      |
| 2013        | New York Red Bulls | MLS              | 32         | 10         | 8          | 0     | 0     | 0     | —      | —      | —      | 32     | 10     | 8      |
| 2014        | New York Red Bulls | MLS              | 35         | 10         | 18         | 0     | 0     | 0     | —      | —      | —      | 35     | 10     | 18     |
| Club Totaal | Club Totaal        | Club Totaal      | 135        | 52         | 39         | 0     | 0     | 0     | 0      | 0      | 0      | 135    | 52     | 39     |
| TOTAAL      | TOTAAL             | TOTAAL           | 597        | 285        | 162        | 54    | 16    | 7     | 143    | 59     | 31     | 794    | 360    | 200    |

## Interlandcarrière
Op 11 oktober 1997 maakte Henry zijn debuut voor het Franse elftal, in een vriendschappelijke wedstrijd tegen Zuid-Afrika (2–1 winst). Met slechts drie interlands op de teller werd de twintigjarige winger door bondscoach Aimé Jacquet opgeroepen voor het WK 1998 in eigen land. In de groepsfase van het toernooi scoorde hij zijn eerste interlanddoelpunt tegen opnieuw Zuid-Afrika (3–0 winst). Ook in de volgende wedstrijd, die met 4–0 gewonnen werd, wist Henry tweemaal te scoren. In de tweede ronde trof Frankrijk Paraguay, dat na verlengingen geklopt werd. In de kwartfinale werd Italië na strafschoppen verslagen en twee doelpunten van Lilian Thuram in de halve finale tegen Kroatië volstonden voor een finaleplaats voor Frankrijk. Van Brazilië, met topspelers als Ronaldo en Roberto Carlos, werd comfortabel met 3–0 gewonnen, onder andere dankzij twee doelpunten van Zinédine Zidane. Frankrijk mocht zich wereldkampioen noemen. Henry zou die wedstrijd normaal gezien invallen, maar door een rode kaart voor Marcel Desailly besloot Jacquet defensief te wisselen en Henry bleef op de bank. Toch was hij de Franse topschutter van het toernooi met drie doelpunten. Nadat hij was omgevormd tot centrumspits nam hij de plaats in van Stéphane Guivarc'h, die niet tot scoren was gekomen tijdens het toernooi en wiens interlandcarrière zo goed als gedaan was na het WK.
In 2000 mocht Henry, inmiddels een vaste waarde in het Franse elftal, mee naar het EK in België en Nederland. In de openingswedstrijd, een 3-0-overwinning tegen Denemarken, maakte hij de 2-0 nadat Laurent Blanc de score had geopend. Ook tegen Tsjechië was Henry trefzeker. Frankrijk won met 1-2 en verzekerde zo kwalificatie voor de volgende ronde. In de laatste groepswedstrijd verloren de Fransen met 2-3 van groepswinnaar Nederland. Frankrijk trof Spanje in de kwartfinale van het toernooi. Les Bleus wonnen met 1-2 dankzij doelpunten van Zidane en Djorkaeff. In de halve finale speelde Frankrijk tegen het Portugal van Luís Figo. Henry maakte hier zijn derde van het toernooi, de gelijkmaker nadat Nuno Gomes de score had geopend voor de Portugezen. Het bleef gelijk, pas na 116 minuten zorgde een penalty van Zidane voor de beslissing. Frankrijk mocht zich opmaken voor een finale tegen Italië, dat Nederland op strafschoppen had verslagen in de halve finale. Marco Delvecchio opende in de tweede helft de score voor de Italianen, maar Sylvain Wiltord maakte diep in de blessuretijd nog gelijk. Verlengingen dus, waarin David Trezeguet de golden goal maakte en Frankrijk zo het Europees kampioenschap bezorgde. Zidane werd verkozen tot speler van het EK, Henry was met wederom drie doelpunten de Franse topschutter van het toernooi.
In 2002 zakten Les Bleus met hoge verwachtingen af naar het WK in 2002. Met sterspelers als Zidane, Henry en Vieira en in een groep met Senegal, Uruguay en Denemarken begon heersend wereldkampioen Frankrijk als een van de favorieten aan het toernooi. Een blessure voor Zidane, waardoor hij de eerste twee wedstrijden niet kon spelen, en een 0-1-nederlaag tegen Senegal in de eerste groepswedstrijd brachten hier verandering in. In de tweede groepswedstrijd, tegen Uruguay, bleef de score 0-0. Henry pakte die wedstrijd een rode kaart voor een gevaarlijke tackle en moest dus de laatste wedstrijd missen. Hoewel Frankrijk de volgende ronde nog had kunnen halen, werd de vernedering in de laatste groepswedstrijd compleet: een 2-0-nederlaag tegen de Denen betekende dat de Fransen met slechts één punt en zonder zelf een doelpunt gemaakt te hebben naar huis moesten.
Op 17 oktober 2007 speelde Henry een thuiswedstrijd met het Franse nationale elftal tegen Litouwen in het Stade de France. Hij maakte twee doelpunten, de wedstrijd eindigde in een 2–0-overwinning voor Frankrijk. Zo kwam zijn aantal doelpunten voor Les Bleus op 43 en passeert hij de 41 Michel Platini, waarmee hij de topschutter aller tijden van het het Franse nationale elftal werd.
Op 18 november 2009 moest Frankrijk thuis een barragewedstrijd spelen tegen Ierland. De heenreis was 0–1 in het voordeel van Frankrijk. Ierland maakte echter op Franse bodem de 0–1, waarbij de stand gelijk was. Maar in de verlengingen maakte Henry hands, waarbij William Gallas kon scoren en het 1–1 werd. Frankrijk mocht daardoor naar het WK 2010 in Zuid-Afrika, maar er was heel wat kritiek op Henry. Velen noemden hem een valsspeler. Henry gaf na de wedstrijd toe dat hij hands maakte en bood zijn excuses aan de Ierse voetbalbond aan. Hij zei daarbij dat het overspelen van de wedstrijd de eerlijkste oplossing zou zijn, maar dat hij daar niet over gaat.

## Trainerscarrière
Na zijn spelerscarrière was Henry een tijdlang jeugdtrainer bij Arsenal, alvorens in 2016 het team van Roberto Martínez te vervoegen als T3 bij het Belgische nationale team. België kwalificeerde zich voor het WK 2018 in Rusland. Hier haalde het de halve finale, waarin Henry's vaderland Frankrijk te sterk was. De Fransen zouden uiteindelijk ook de eindwinst pakken. In de troostfinale tegen Engeland won België met 2-0, waardoor het een historische bronzen medaille pakte.
Hierna trok hij naar AS Monaco, waar hij de ontslagen Leonardo Jardim opvolgde. Zijn periode als hoofdtrainer bij de Monegasken was echter geen succes en na drie maanden werd hij alweer uit zijn functie ontheven.
In november 2019 werd Henry aangesteld als hoofdtrainer van Montreal Impact (in 2021 omgedoopt naar CF Montréal). In de zomer van 2020 steekt hij zijn gebalde vuist in de lucht voor de start van de wedstrijd die Montreal speelde tegen de New England Revolution. Kort daarvoor was hij 8 minuten en 46 seconden lang geknield te blijven zitten in een T-shirt met de kreet ‘Black Lives Matter’. Op 25 februari 2021 vertrok Henry wegens privéredenen bij CF Montréal.
Op 30 mei 2021 werd bekendgemaakt dat Henry terug de staf van het Belgische nationale team zal vervoegen voor het EK van 2020. Na dit toernooi werd zijn contract verlengd tot en met het WK 2022 in Qatar. Op dat WK moest België al na de groepsfase zijn koffers pakte, wat leidde tot het vertrek van bondscoach Roberto Martínez. Henry bleef aanvankelijk aan boord en werd door sommige Rode Duivels zelfs naar voren geschoven als kandidaat-bondscoach, maar uiteindelijk nam Henry in februari 2023 toch (voor de tweede keer) afscheid van de Belgische nationale ploeg.
In augustus 2023 werd Henry door de FFF aangesteld als bondscoach van de Franse beloftenploeg. Henry ondertekende een tweejarig contract, waardoor hij de Franse beloften niet alleen moest leiden op de Olympische Zomerspelen 2024 (waarvoor Frankrijk als gastland automatisch geplaatst was), maar ook op het EK voor beloften van 2025, waarvoor de Fransen zich nog dienden te kwalificeren. Op 7 augustus 2023 debuteerde hij met een 4-1-oefenzege tegen Denemarken, met dank aan goals van Johann Lepenant en Rayan Cherki in de eerste helft en een tweeklapper van invaller Elye Wahi in de tweede helft.

## Erelijst
Als speler
 AS Monaco
- Division 1: 1996/97
- Trophée des Champions: 1997

 Arsenal
- Premier League: 2001/02, 2003/04
- FA Cup: 2002, 2003, 2005
- FA Community Shield: 2002, 2004

 FC Barcelona
- FIFA Club World Cup: 2009
- UEFA Champions League: 2008/09
- UEFA Super Cup: 2009
- Primera División: 2008/09, 2009/10
- Supercopa de España: 2009
- Copa del Rey: 2008/09

 New York Red Bulls
- MLS Supporters' Shield: 2013
- MLS Eastern Conference: 2010, 2013

 Frankrijk onder 19
- UEFA EK onder 19: 1996

 Frankrijk onder 21
- Toulon Espoirs-toernooi: 1997

 Frankrijk
- FIFA WK: 1998
- UEFA EK: 2000
- FIFA Confederations Cup: 2001, 2003

Als trainer
 Montreal Impact
- Canadian Championship: 2019

Individueel als speler
- Ballon d'Or: tweede in 2003, derde plaats in 2006
- Wereldvoetballer van het jaar - Zilveren Medaille: 2003, 2004
- UNFP Division 1 Jonge Speler van het Jaar: 1996/97
- PFA Players' Player of the Year: 2002/03, 2003/04
- PFA Team of the Year: 2000/01 Premier League, 2001/02 Premier League, 2002/03 Premier League, 2003/04 Premier League, 2004/05 Premier League, 2005/06 Premier League
- PFA Team of the Century (1907–2007):
  - Team of the Century 1997–2007
  - Overall Team of the Century
- FWA Footballer of the Year: 2002/03, 2003/04, 2005/06
- Premier League Player of the Season: 2003/04, 2005/06
- Premier League Golden Boot: 2001/02, 2003/04, 2004/05, 2005/06
- Premier League Meeste Assists: 2002/03
- Golden Boot Landmark Award 10: 2004/05
- Golden Boot Landmark Award 20: 2004/05
- Premier League Player of the Month: april 2000, september 2002, januari 2004, april 2004
- BBC Goal of the Season: 2002/03
- UEFA Team of the Year: 2001, 2002, 2003, 2004, 2006
- MLS Best XI: 2011, 2012, 2014
- MLS Player of the Month: March 2012
- Best MLS Player ESPY Award: 2013
- MLS All-Star: 2011, 2012, 2013, 2014
- Onze d'Or: 2003, 2006
- Europese Gouden Schoen: 2003/04, 2004/05
- Frans Voetballer van het Jaar: 2000, 2003, 2004, 2005, 2006
- IFFHS Topscorer van de Wereld: 2003
- FIFA FIFPro World XI: 2006
- FIFA WK Voetbal All-Star Team: 2006
- FIFA Confederations Cup Gouden Bal: 2003
- FIFA Confederations Cup Gouden Schoen: 2003
- UEFA Europees Kampioenschap Team van het Toernooi: 2000
- FIFA 100: 2004
- Time 100 Heroes & Pioneers: nummer zestien in 2007
- English Football Hall of Fame: 2008
- Premier League 10 Seasons Awards (1992/93–2001/02)
  - Overseas Team of the Decade
- Premier League 20 Seasons Awards
  - Fantasy Team (Panel choice)
  - Fantasy Team (Public choice)
- UEFA Ultimate Team of the Year: 2015
- UEFA Euro All-time XI: 2016
- Ballon d'Or Dream Team: brons in 2020

Onderscheidingen
- Chevalier of the Légion d'honneur: 1998

## Trivia
- Henry's oom was nationaal kampioen van Frankrijk bij het atletiekonderdeel hordeloop (400 meter).
- Henry was getrouwd met het Engelse model Nicole Merry. Het paar trouwde in juli 2003 en scheidde in september 2007. Op 27 mei 2005 kregen ze een dochtertje.
- Henry stond op de cover van de game FIFA 2004
- Op 15 februari 2005 speelde hij mee met 's werelds grootste voetbalsterren in de benefietmatch "Football for Hope" in Camp Nou, ter nagedachtenis van de tsunami-slachtoffers.
- Henry speelde bij Arsenal altijd met rugnummer 14 en dit nummer kreeg hij ook bij Barcelona. In het Franse elftal speelde hij echter altijd met rugnummer 12, dit is het nummer waarmee hij ook bij z'n eerste profclub, AS Monaco speelde. Het rugnummer 12 is een eerbetoon aan Marco van Basten die tijdens het EK 1988 met dit nummer speelde.[37] Anno 2012 speelde Theo Walcott met 'zijn nummer 14'. Daarom speelde hij bij zijn tijdelijke terugkeer in het Emirates Stadium met het eveneens vertrouwde nummer 12.